# Loučky (Svatý Jiří)
Loučky è una frazione di Svatý Jiří, comune ceco del distretto di Ústí nad Orlicí, nella regione di Pardubice.

## Geografia fisica
Il paese si trova 1,5 km a nord-ovest da Svatý Jiří. Nel villaggio sono state registrate 33 abitazioni, nelle quali vivono 82 persone.
Altri comuni limitrofi Kosořín, Nořín e Choceň ad ovest, Zářecká Lhota, Březenice, Mostek, Hemže, Olešná e Nasavrky a nord, Oucmanice, Orlík e Brandýs nad Orlicí ad est e Sítiny, Zálší, Chotěšiny, Voděrady, Vračovice ed Orlov a sud.